# Roger Hedlund (político)
Roger Karl Hedlund (nascido em 6 de novembro de 1979) é um político sueco e membro do Riksdag pelo partido Democratas Suecos (SD) desde 2014.
Hedlund cresceu em Gävle. Foi membro do conselho da cidade em Gävle e é o presidente distrital dos Democratas Suecos em Gävleborg desde 2003. Ele foi eleito para o Riksdag durante as eleições gerais suecas de 2014 pelo SD. Hedlund faz parte do Comité da UE no parlamento e fez campanha contra as contribuições financeiras da Suécia para a UE.